# Fissidens malaco-bryoides
Fissidens malaco-bryoides là một loài Rêu trong họ Fissidentaceae. Loài này được Müll. Hal. mô tả khoa học đầu tiên năm 1899.